# Рената Кохта
Рената Кохта (Праг, 14. април 1973) је бивша немачка професионална тенисерка.

## Биографија
Рођена је 14. априла 1973. у Прагу као ћерка чехословачког хокејаша Јиржија Кохта. На професионалној турнеји се такмичила и њена млађа сестра Маркета Кохта.
Већина њених наступа у главном жребу Женске тениске асоцијације је било у дублу, али је играла сингл на Отвореном првенству Њу Хејвена 1993. године. Најбољи сингл ранг 301. на свет је достигла 1993.
Као дубл играчица је имала 137. позицију и учествовала је у жребу квалификација за првенство Вимблдонског турнира 1993.

## Финала Међународне тениске федерације

### Сингл: 5 (1–4)
| Резултат       | Број | Датум             | Место          | Противник         | Скор          |
| -------------- | ---- | ----------------- | -------------- | ----------------- | ------------- |
| Победник       | 1.   | 17. август 1992.  | Кајзерслаутерн | Емануела Санђорђи | 4–6, 6–0, 6–3 |
| Другопласирани | 1.   | 31. август 1992.  | Бад Наухајм    | Алена Хаврликова  | 6–3, 2–6, 4–6 |
| Другопласирани | 2.   | 27. јун 1993.     | Загреб         | Силвија Плишке    | 3–6, 0–6      |
| Другопласирани | 3.   | 20. јун 1994.     | Загреб         | Ивона Хорват      | 3–6, 6–2, 1–6 |
| Другопласирани | 4.   | 16. октобар 1995. | Лангентал      | Јана Мацурова     | 4–6, 6–7(3)   |

### Дубл: 6 (4–2)
| Резултат       | Број | Датум              | Место       | Партнер                | Противници                             | Скор          |
| -------------- | ---- | ------------------ | ----------- | ---------------------- | -------------------------------------- | ------------- |
| Другопласирани | 1.   | 8. август 1988.    | Коксијде    | Хагит Охајон           | Илана Бергер Анат Варон                | 2–6, 6–1, 2–6 |
| Победник       | 1.   | 15. јун 1992.      | Марибор     | Павлина Рајзлова       | Тина Крижан Карин Лушниц               | 2–6, 6–4, 6–4 |
| Другопласирани | 2.   | 10. август 1992.   | Минхен      | Каролина Шнајдер       | Ивона Хорват Кристина Захаријаду       | 4–6, 6–3, 2–6 |
| Победник       | 2.   | 29. август 1994.   | Бад Наухајм | Алена Вашкова          | Евгенија Куликовска Наталија Немчинова | 6–3, 1–6, 6–4 |
| Победник       | 3.   | 20. фебруар 1995.  | Карвоеиро   | Мартина Павлик         | Катиа Алтилиа Паула Хермида            | 7–5, 6–4      |
| Победник       | 4.   | 3. септембар 1995. | Бад Наухајм | Павлина Стојанова Нола | Доминика Горецка Петра Плачкова        | 7–6, 6–2      |